# Malacopsephenoides japonicus
Malacopsephenoides japonicus là một loài bọ cánh cứng trong họ Psephenidae. Loài này được Masuda miêu tả khoa học đầu tiên năm 1935.